# Victor Colonese
Victor Hugo Ribeiro Colonese (Salvador, 16 de janeiro de 1992) é um maratonista aquático brasileiro.

## Trajetória esportiva
No Mundial de Natação de 2011 em Xangai, ficou em 22º lugar na maratona aquática de 5 quilômetros.
Na Universíade de Verão de 2011 em Shenzhen, terminou em nono lugar na maratona aquática de 10 quilômetros.
No Campeonato Mundial de Esportes Aquáticos de 2015 em Kazan, na Rússia, terminou em nono lugar na maratona aquática de 5 quilômetros. 
Nos Jogos Pan-Americanos de 2019, realizados em Lima, Peru, Colonese terminou em 4º lugar na Maratona de 10 km. Em julho de 2020, ele herdou a medalha de bronze, três semanas após o anúncio do doping do argentino Guillermo Bertola, que havia sido prata na prova. 